# Hadim Ali Pascha
Hadim Ali Pascha (* vor 1485 in Drozgometva, Hadžići, Bosnien; † 2. Juli 1511 bei Sivas, Osmanisches Reich) war von 1501 bis 1503 und von 1506 bis 1511 Großwesir des Osmanischen Reiches.

## Biografie
Hadim Ali Pascha entstammte einer christlichen Familie in Bosnien. In den 1480er Jahren wurde er zum Gouverneur von Rumelien ernannt. Im Krieg des Osmanischen Reiches gegen das Fürstentum Moldau befehligte Hadim eine Armee, die im Juli 1485 in Moldau einfiel und dadurch dessen Herrscher Ștefan cel Mare dazu zwang, Zuflucht in Polen zu suchen. Während des Krieges gegen die Mamluken führte er im Jahr 1488 gemeinsam mit dem osmanischen General Hersekoğlu Ahmed Pascha zwei Armeen im Kampf gegen die Mamluken an der anatolischen Küste an. Hadims Armee wurde bei einer Schlacht bei Adana geschlagen und musste sich zurückziehen. Hadim, der bis dahin Sultan Bayezids am höchsten angesehener militärischer Befehlshaber war, wurde darauf degradiert.
Hadim ließ zwei Moscheen in Istanbul bauen, die sich im heutigen Stadtteil Fatih befinden. Die Gazi Atik Ali Pascha-Moschee im Jahr 1496 und die Vasat Atik Ali Pascha-Moschee im Jahr 1500. 1501 bis 1503 war seine erste Amtszeit als Großwesir des Osmanischen Reichs. Seine zweite Amtszeit begann im Jahr 1506. Zu dieser Zeit wandelte er die Chora-Kirche in eine Moschee um.
Hadim unterstützte den Thronanspruch von Sultan Bayezids ältestem Sohn Şehzade Achmed. Während einer pro-schiitischen und pro-safawidischen Rebellion gegen das Osmanische Reich in Anatolien im Jahr 1511, die von einem Mann namens Shakulu angeführt wurde, wurde Hadim dazu ausgewählt, den Feldzug gegen die Rebellion anzuführen. Bei Kütahya schloss er sich mit der Armee Şehzade Achmeds zusammen. Schließlich kam es bei Sivas zu einer Schlacht, bei der Shakulu und Hadim starben.